# Doernovo
Doernovo (Russisch: Дурново) is een eiland van de Rimski-Korsakovarchipel in de Baai van Peter de Grote. Het bevindt zich op 65 kilometer ten zuidwesten van Vladivostok en op 22 kilometer ten zuiden van Slavjanka. Bestuurlijk gezien behoort het tot het district Chasanski van de Russische kraj Primorje en het vormt tevens onderdeel van het zeereservaat Dalnevostotsjny morskoj. Als zodanig is het onbewoond en ook in de zomer wordt het slechts zelden bezocht door toeristen en dagjesmensen.

## Geografie
Het eiland is rond van vorm en strekt zich uit over ongeveer 580 meter. Doernovo steekt tot 96,9 meter boven zee uit en telt twee toppen. De noordelijke kust is relatief vlak en wordt omgeven door een kiezelstrand. De zuidelijke kust wordt gevormd door een complex van hoge kliffen met horizontale zwarte en grijze strepen. Op het eiland groeien struikgewas en loofbossen. Nabij de zuidpunt van het eiland bevinden zich twee kekoeren.

## Geschiedenis
Het eiland werd in 1851 'ontdekt' door Franse walvisvaarders en in 1852 beschreven door de bemanning van de Franse brik Caprice. In 1854 beschreven de eerste Russen het eiland tijdens een expeditie op het fregat Pallada en de schoener Vostok. In 1863 werd het gekarteerd en in detail beschreven door de expeditie van marineofficier Vasili Babkin op het korvet Kalevala, die het liet vernoemen naar marinecadet Pjotr Doenovo.